# Alsensjön
Alsensjön är en långsmal sjö i Krokoms kommun i Jämtland och ingår i Indalsälvens huvudavrinningsområde. Sjön är 33 meter djup, har en yta på 22,1 kvadratkilometer och befinner sig 296 meter över havet. Sjön avvattnas av vattendraget Ytterån (Ålfloån) vid orten Ytterån till Storsjön. Tillflöde via Åringsån i väster och från sjön Näldsjön via Faxån vid Nälden till viken Själdret i östra delen av Alsensjön.
Vid sjön ligger socknens centrum, Alsen (Jämtska: Æłsne [æ̀ː.ʂn̥]). I slutet av 1800-talet inleddes ångbåtstrafik på Alsensjön. Bland ångbåtarna kan Alsen I, Alsen II, Fortune, Frej och Ytterån nämnas. Ångbåtstrafiken pågick fram till 1949 och omfattade både persontrafik och timmerbogsering. Båtarna utgick från Ytterån. Fasta bryggor fanns i Valne, Röde, Mo, Viken, Åberg, Vången, Ede och Hov. Trafiken var särskilt livlig de år då brunnsanstalten i Ytterån var i drift.

## Delavrinningsområde
Alsensjön ingår i delavrinningsområde (702869-141223) som SMHI kallar för Utloppet av Alsensjön. Medelhöjden är 327 meter över havet och ytan är 75,53 kvadratkilometer. Räknas de 89 avrinningsområdena uppströms in blir den ackumulerade arean 1 035,38 kvadratkilometer. Ytterån (Ålfloån) som avvattnar avrinningsområdet har biflödesordning 2, vilket innebär att vattnet flödar genom totalt 2 vattendrag innan det når havet efter 256 kilometer. Avrinningsområdet består mestadels av skog (47 procent) och jordbruk (11 procent). Avrinningsområdet har 22,08 kvadratkilometer vattenytor vilket ger det en sjöprocent på 29,2 procent.